# Fred Kilgour
Frederick "Fred" Gridley Kilgour (6. ledna 1914, Springfield, Massachusetts – 31. července 2006, Chapel Hill, Severní Karolína) byl americký knihovník a pedagog. Založil OCLC (Online Computer Library Center), mezinárodní počítačovou knihovnickou síť a databázi. Jejím prezidentem zůstal třináct let, od roku 1967 do roku 1980.

## Životopis
Kilgour se narodil ve Springfieldu ve státě Massachusetts Edwardu Francisovi a Lillian Piper Kilgourové. Bakalářský titul z chemie získal v roce 1935 na Harvardově univerzitě, poté se stal jedním z asistentů ředitele Harvard University Library.
V roce 1940 se oženil s Eleanor Margaret Beachovou, kterou poznal právě v Harvard College Library.
Za druhé světové války, mezi lety 1942 a 1945, sloužil jako poručík v U.S. Naval Reserve a zároveň byl výkonným tajemníkem a výkonným předsedou U.S. government’s Interdepartmental Committee for the Acquisition of Foreign Publications (IDC), která vyvinula systém získávání publikací od nepřítele a z nepřátelských území. Organizace o 150 osobách rozmístěných na různých místech planety filmovala noviny a další periodika a posílala je ve formě mikrofilmů do Washingtonu, DC.
Příkladem využití informací může být shromažďování japonských zpráv “News for Sailors”, které oznamovaly polohy nových minových polí. Tyto zprávy byly posílány z Washingtonu, D.C. přímo do Pearl Harboru a do amerických ponorek v Tichém oceánu. Kilgour za svou činnost obdržel v roce 1945 vyznamenání Záslužné legie. V roce 1946 až 1948 pracoval jako zástupce ředitele v Office of Intelligence Collection and Dissemination na americkém ministerstvu zahraničí (United States Department of State).
V roce 1948 byl Kilgour jmenován knihovníkem v Yale Medical Library. Na Yale rovněž přednášel o historii vědy a techniky a o těchto tématech rovněž akademicky psal. Během vedení knihovny začal Kilgour publikovat i studie a články o využívání a efektivitě knihoven. Požadoval po svém personálu, aby sbírali různá empirická data, která by mohla vést ke vhodnému rozšíření titulů nabízených knihovnou.
Na počátku automatizace v knihovnách v 70. letech 20. století byl členem Library and Information Technology Association (LITA), což byla organizace zaštítěná American Library Association. Kilgour byl prezidentem této asociace od roku 1973 do roku 1975. V roce 1967 se připojil k Ohio College Association, která vyvíjela OCLC (Online Computer Library Center) a která vedla ke vzniku knihovnické sítě čítající k dnešnímu dni 72 000 institucí ve 170 zemích. Při svém vzniku v roce 1971 systém obsahoval 54 akademických knihoven nacházejících se v Ohiu a v roce 1977 se rozšířil i do ostatních států.
Kilgour byl prezidentem OCLC od roku 1967 do roku 1980 a stál tak například při zrodu databáze WorldCat. Dnes má OCLC zhruba 1200 zaměstnanců a kanceláře je možné nalézt v sedmi zemích. Cílem organizace je stále to stejné: ještě větší přístup k informacím po celém světě a snižování nákladů knihoven. V roce 1981 Kilgour odstoupil z managementu centra, ovšem setrval ve správní radě a to do roku 1995.
Byl emeritním profesorem na University of North Carolina at Chapel Hill's School of Information and Library Science. Zde učil od roku 1990 až do svého odchodu do důchodu v roce 2004.
Kilgour zemřel v roce 2006 ve věku 92 let. Zanechal za sebou manželku a tři dcery.

## Odkaz
Kilgour je považován za jednu nejdůležitějších postav knihovnictví 20. století. Patří mezi nejstarší zastánce využívání počítačových technologií v knihovnických procesech.
Kilgourem vytvořená databáze — dnes nazvaná WorldCat — je považovaná za největší světový počítačový knihovnický katalog, který zahrnuje nejenom přístup do velkých institucí typu
Library of Congress, British Library, Russian State Library a Singapore, ale i do malých veřejných knihoven, uměleckých muzeí a historických společností. Databáze nyní zajišťuje i přístup k elektronickým článkům, knihám, obrázkům a zvukovým nahrávkám. Obsahuje více než 70 miliónů záznamů a miliardu lokačních seznamů. Každých 10 sekund přidá knihovna nový záznam.
Kilgour byl inspirován prací Ralpha H. Parkera z roku 1936.
Parker v článku popisuje praxi používání děrných štítků v automatizaci knihoven, Kilgour v návaznosti na Parkera začal experimentovat s automatizací knihovny v Harvard University Library. Promýšlel způsob využití děrných štítků v procesu vypůjčování a vrácení položek. Kilgour studoval pod vedením George Sartona, průkopníka v nové disciplíně nazvané dějiny vědy. Pod Sartonem začal publikovat akademické texty. Rovněž spustil projekt sbírky mikrofilmových periodik ze zahraničí, který pomohl akademikům získat přístup k textům z celého světa.
V roce 1961 byl jedním z vedoucích postav ve vývoji prototypu počítačového knihovnického katalogizačního systému, určeného pro lékařské knihovny na Kolumbijské, Harvardově a Yaleově univerzitě. Projekt byl podpořen National Science Foundation. V roce 1965 byl Kilgour jmenován knihovníkem pro výzkum a vývoj na Yaleově univerzitě. Pokračoval zde se svými experimenty s automatizací a publikoval své výsledky v akademických periodikách.
Kilgour byl jeden z prvních, kteří poukazovali na fakt, že exploze výzkumných informací klade nové požadavky na knihovny a jejich schopnost informace poskytnout rychle a uceleně. Obhajoval využívání počítačů v takových knihovnických činnostech, které jsou pro personál repetetivní, například vytváření katalogových karet. Dokázal obdivuhodně brzy rozpoznat potenciál pomocí počítačových sítí propojených knihoven, ve kterých by fungoval tzv. „síťový efekt”, který by zvyšoval hodnotu sítě tím víc, čím více by v ní bylo přítomno uživatelů.
Sídlo kampusu OCLC je pojmenováno podle Kilgoura. Hlavní příjezdová cesta je pak nazývána jako Kilgour Place.
OCLC udílí každoročně ocenění, tzv. Kilgour Award, výzkumníkům, kteří přispěli k rozvoji informační vědy.